# Parafia św. Michała Archanioła w Wysowej-Zdroju
Parafia św. Michała Archanioła – parafia prawosławna w Wysowej-Zdroju, w dekanacie Krynica diecezji przemysko-gorlickiej.

## Świątynie parafii
Na terenie parafii funkcjonują 2 cerkwie:
- cerkiew św. Michała Archanioła w Wysowej-Zdroju – parafialna
- cerkiew Świętych Kosmy i Damiana w Blechnarce – filialna

Ponadto na Świętej Górze Jawor celebrowane są nabożeństwa przy ołtarzu polowym.

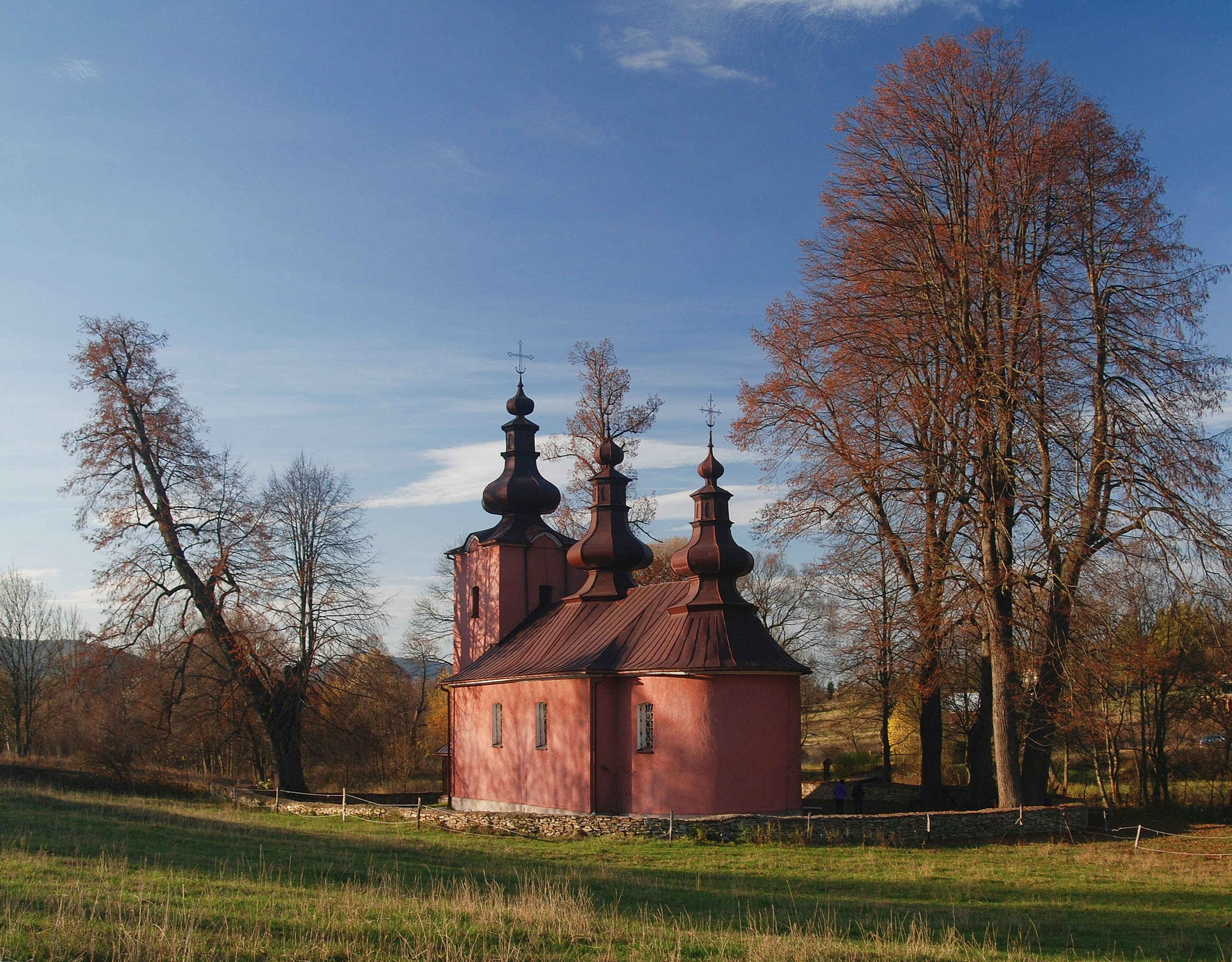
Filialna cerkiew Świętych Kosmy i Damiana w Blechnarce

## Historia
Obecnie istniejąca parafia powstała w 1958. W 2019 r. liczyła około 30 osób.

## Wykaz proboszczów
- – ks. Michał Rydzanicz
- 1965–1966 – ks. Aleksander Dubec
- 1967–1968 – ks. Teodor Wasiluk
- 1968–1987 – ks. Walenty Olesiuk
- – ks. Władysław Kaniuk
- ?–2017 – o. ihumen Pafnucy (Jakimiuk)
- od 2017 – o. ihumen Maksym (Kondratiuk)[4]